# Lac-Tremblant-Nord
Lac-Tremblant-Nord è un comune del Canada, situato nella provincia del Québec, nella regione di Laurentides.